# Birmingham (Iowa)
Birmingham és una població dels Estats Units a l'estat d'Iowa. Segons el cens del 2000 tenia 423 habitants.

## Demografia
Segons el cens del 2000, Birmingham tenia 423 habitants, 185 habitatges, i 120 famílies. La densitat de població era de 155,5 habitants per km².
Dels 185 habitatges en un 29,2% hi vivien nens de menys de 18 anys, en un 54,6% hi vivien parelles casades, en un 8,1% dones solteres, i en un 35,1% no eren unitats familiars. En el 29,7% dels habitatges hi vivien persones soles el 17,3% de les quals corresponia a persones de 65 anys o més que vivien soles. El nombre mitjà de persones vivint en cada habitatge era de 2,29 i el nombre mitjà de persones que vivien en cada família era de 2,86.
Per edats la població es repartia de la següent manera: un 22,7% tenia menys de 18 anys, un 7,3% entre 18 i 24, un 29,3% entre 25 i 44, un 20,3% de 45 a 60 i un 20,3% 65 anys o més.
L'edat mediana era de 40 anys. Per cada 100 dones de 18 o més anys hi havia 103,1 homes.
La renda mediana per habitatge era de 31.406 $ i la renda mediana per família de 40.250 $. Els homes tenien una renda mediana de 27.614 $ mentre que les dones 20.536 $. La renda per capita de la població era de 15.554 $. Entorn del 3,5% de les famílies i el 8,8% de la població estaven per davall del llindar de pobresa.

## Poblacions més properes
El següent diagrama mostra les poblacions més properes.